# Tige d'ancrage

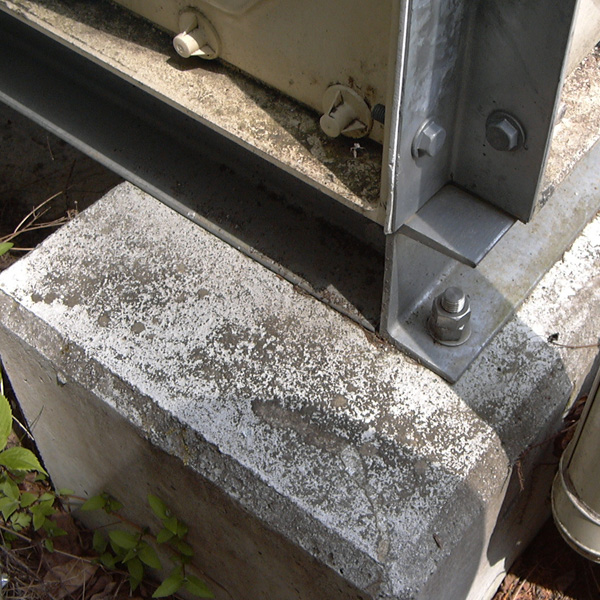
Tige d'ancrage

Une tige d'ancrage ou tige de scellement est un système de fixation d'une structure, en particulier les constructions métalliques, sur une fondation en béton. Le principe consiste à noyer dans la fondation en béton la tête d'un boulon en laissant à l'air libre une tige filetée sur laquelle viendra se fixer la base de la structure métallique à l'aide d'une rondelle et d'un écrou.

## Forme
La tête de la tige peut être droite ou avoir la forme d'un crochet ou en queue de carpe.

## Calcul
On calcule généralement les tiges à la traction et au cisaillement.

## Utilisation
Les tiges d'ancrages sont utilisées pour fixer:
- les poteaux
- les garde corps

## Mise en œuvre
Les principales mise en œuvre sont:
- réservation dans le béton,
- pré-scellement de la tige,
- par cheville mécanique ou chimique[1].
  - Les principales chevilles mécaniques sont les vis d'ancrage et les cheville à expansion.

## Normes
Il existe divers normes : ASTM F1554 émise par l'ASTM International ou la DIN 797:2009-11 du Deutsches Institut für Normung.